# اچ‌ام‌اس مارلبرو (۱۹۱۲)
اچ‌ام‌اس مارلبرو (۱۹۱۲) (به انگلیسی: HMS Marlborough (1912)) یک کشتی بود که طول آن ۶۲۲ فوت ۹ اینچ (۱۸۹٫۸ متر) بود. این کشتی در سال ۱۹۱۲ ساخته شد.